# Hjørring Gymnasium
Hjørring Gymnasium blev oprettet 1872 i den gamle realskole i Skolegade og Museumsgade. Fra 1872 til 1903 var skolen latinskole, men med skolereformen af 1903 overgik den til at kaldes gymnasium. Skolens nuværende bygning på Skolevangen 23 er opført 1957-58 på den gamle markedsplads af arkitekterne E. Holst, Å. Holst og N. Meyer. Skolen råder over en festsal med 600 pladser. I 1958-59 havde skolen 456 elever. Skolen har i 2010/2011 knap 1000 elever og 115 lærere. Skolens rektor hedder Elsebeth Gabel Austin.
Da skolen er opsamlingsgymnasium for en stor del af Vendsyssels opland, tiltrækker skolen mange elever, og skolen kan derfor ofte tilbyde valgfag, som ikke er mulige på mindre gymnasier. Således har skolen en stor tradition for at dimittere klassisksproglige studenter med græsk og latin. Efter en længere periode uden den klassisksproglige studieretning, er den atter oprettet på Hjørring gymnasium i 2020.
Skolen ejer flere kunstværker. Ved indgangen findes en liggende elefant udført af Kai Nielsen. Skolen ejer også to malerier af Poul Anker Bech, "Interiør" fra 1977 og "Morgendagens kyst" fra 2000.
I skolens bibliotek står nu "Gårdboen",en skultur af Henry Heerup. Førhen stod den i en af gårdhaverne, og det var i mange år en tradition blandt de dimitterede 3.g'ere, som et led i studenterfesterne, at snige sig ind på skolen om natten og stjæle den meget kostbare statue og stille den i rektors have.
Skolen har et ekstensivt udlandsprogram. Således arrangeres der hvert år for 2.g'erne studierejser til udlandet, og skolen har udvekslingsaftaler for 1.g-klasserne med skoler i Kristiansand, Norge, Ernst Haeckel Gymnasium i Werder, Tyskland og Mikulov, Tjekkiet. Skolen er ved at etablere et samarbejde med No 8 Middle School i byen Yining i Xinjiang-provinsen i det nordlige Kina. Til dette har skolen tidligere modtaget støtte fra Nordjyllands Amt og Cirius. Samarbejdet blev indledt med et besøg på Hjørring Gymnasium og HF-kursus i august 2004 af en delegation fra Kina bestående af lærere og rektor fra skolen i Yining samt universitetsfolk og politikere.
Skolen ansatte i 1993 en faguddannet bibliotekar på halv tid, og siden er bibliotekets bogsamling blevet inddateret i en nordjysk fælles base for gymnasiebibliotekerne, Gymbas. Bibliotekets materialer er primært bøger, og samlingen tæller ca. 20.000 bind. Biblioteket flyttede i 2007 ind i en nybygget fløj, og stedets faciliteter blev kraftigt udbygget. Der er 87 arbejdspladser, heraf flere med computere, og der er mulighed for at medbringe sin egen bærbare PC. Biblioteket indgår i bibliotekernes lånesamarbejde og kan skaffe materiale til eleverne fra landets øvrige biblioteker.
Skolens elevforening, THULE, blev oprettet d. 11. november 1911 som en diskussionsklub, der holdt møder hver 14. dag med henblik på at øge medlemmernes interesser for de emner, der blev taget op. Siden er foreningens formål blevet reduceret til at afholde elevfester. Medlemmerne af Thulerådet er dem, som arrangerer de fireårlige Thulefester, som er temafester. Iblandt disse fire er "Julethule" et tilbagevendende tema med et årligt twist. Til festerne er der typisk live-band eller/og DJ (i pausen). Der vælges nye thulerådsformænd hvert år blandt de nye thulerødder fra 1.g – disse har det overordnede ansvar og vælger bands og styrer økonomien.

## Kendte dimittender fra skolen tæller bl.a.
- Jørgen Østergaard tidligere rektor ved Aalborg Universitet, 1963
- Knud Sørensen, forfatter, 1946
- Knud Holst, forfatter, 1955
- Kirsten Holst, forfatter, 1956
- Mette Moestrup, digter og forfatter, 1988
- Johannes Langkilde, journalist, 1990
- Sisse Fisker, tv-vært, 1995
- Morten Albæk, foredragsholder, samfundsdebattør, forfatter mm.
- Christina Egelund, tidligere Folketingspolitiker, 1996

## Fester

### ZU-fest
ZU-fest eller fra engelsk ZU-party er en traditionsrig begivenhed, der afholdes af to af Hjørring Gymnasiums klasser, Z og U. Z-klassen tilhører den samfundsvidenskabelige linje, mens U-klassen tilhører den naturvidenskabelige linje, nærmere bestemt med fysik og matematik som hovedfag.
Traditionen startede i 1992, da 3.Z og 2.U blev udråbt som vinderne af en klasseturnering afholdt af Hjørring Gymnasium i anledningen af skolens 120-års jubilæum. Præmien bestod af en fest afholdt på skolen med tilhørende buffet for de to klasser. Da de to thulerådsformænd (en festkomité, som står for festlige arrangementer på skolen) gik i de respektive vinderklasser, lykkedes det dem, at få skolen til at give alle Z og U-klasser på skolen adgang til festen.
Der er traditionen tro hvert år blevet afholdt ZU-fester, hvad enten de er sket i privaten eller i forsamlingshuse eller lignende.

## Ekstern henvisning
- Hjørring Gymnasium og HF
- Poul Anker Bechs hjemmeside hvor Morgendagens kyst kan ses Arkiveret 26. januar 2007 hos  Wayback Machine

1. ↑  Hjørring Gymnasium :: Skolens fødselsdag

| Skole | Spire Denne artikel om en skole, en uddannelsesinstitution eller uddannelse er en spire som bør udbygges. Du er velkommen til at hjælpe Wikipedia ved at udvide den. |

57°27′33.26″N 9°59′47.34″Ø / 57.4592389°N 9.9964833°Ø